# بیل الرینگتون (بازیکن فوتبال)
بیل الرینگتون (انگلیسی: Bill Ellerington Sr.; January quarter 1892 – October quarter 1948 (aged 56)) بازیکن فوتبال اهل بریتانیا بود.
از باشگاه‌هایی که در آن بازی کرده‌است می‌توان به باشگاه فوتبال بیزینگ‌استوک تاون، باشگاه فوتبال میدلزبرو، باشگاه فوتبال نلسون، و باشگاه فوتبال دارلینگتون اشاره کرد.